# Josef Seger
Josef Seger (v matrice zapsán jako Josef Ferdinand Norbert Segert, příjmení je psáno také Seeger nebo Seegr) (21. března 1716, Řepín – 22. dubna 1782, Praha) byl český hudební skladatel, houslista a varhaník a pedagog.

## Život

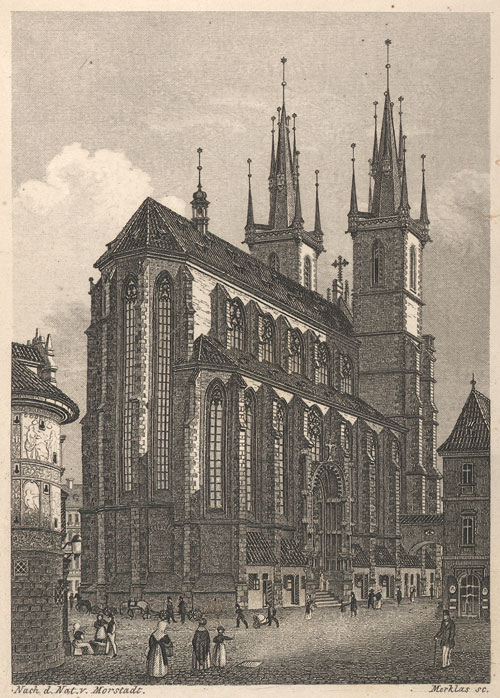
Kostel Matky Boží před Týnem v Praze

Narodil se v Řepíně, nedaleko Mělníka. Studoval na jezuitském gymnáziu v Praze a později na Filosofické fakultě Karlovy univerzity. Od dětství se živil hudbou. V době studií na gymnáziu byl altistou v chrámovém sboru kostela svatého Jakuba Většího na Starém městě. Kontrapunkt studoval u Felixe Bendy. Ve hře na varhany byl jeho učitelem Bohuslav Matěj Černohorský a dalšími jeho učiteli byli Jan Zach a František Ignác Tůma. S Janem Zachem byl také houslistou v kostele sv. Martina ve zdi. Okolo roku 1741 se stal varhaníkem v kostele Matky Boží před Týnem a s povolením pražského magistrátu zastával současně i stejnou funkci v kostele svatého Františka z Assisi (U křižovníků). V případě nutnosti se v Týnském chrámu nechával zastupovat svými žáky. Obě funkce zastával až do své smrti v roce 1782. Rok před smrtí jej v Praze slyšel hrát císař Josef II. a nabídl mu místo u svého dvora ve Vídni. Než však do Prahy došlo oficiální pozvání, skladatel zemřel.
Seger byl vynikající pedagog. Vychoval celou generaci znamenitých umělců, varhaníků i skladatelů. Mezi jeho žáky byli např. Karel Blažej Kopřiva, Jan Antonín Koželuh, Jan Křtitel Kuchař, Josef Mysliveček, Vincenc Mašek, Václav Pichl a mnoho dalších.

## Dílo
Seger byl velice plodný autor. Zkomponoval stovky fug, tokát, preludií, chorálových předeher a dalších drobnějších skladeb pro varhany, ale také řadu mší, motet a žalmů. Skladby kolovaly v rukopisech a jsou rozšířeny v pražských sbírkách (Národní muzeum, Strahovský klášter, u křižovníků, Břevnovský klášter), ale i mimo Prahu, např. v Roudnici a Žamberku a v zahraničí (Vratislav, Lipsko aj.). Často je obtížné odlišení skladeb, které skutečně zkomponoval od skladeb, které mu jsou pouze připisovány.
Tiskem vyšly Segerovy skladby až po jeho smrti. V roce 1793 vydal D. G. Türk v Lipsku 8 toccat a fug, v roce 1803 pak J. Polt v Praze publikoval 10 preludií pro varhany. Od té doby se Segerovy skladby často objevují v různých sbírkách varhanní tvorby, učebnicích kontrapunktu a školách hry na varhany.
V období klasicismu a romantismu, byla jeho díla na čas zapomenuta, ale na počátku 20. století byla znovu objevena.

## Výběr skladeb

### Varhany
- 8 Toccaten und Fugen, ed. D.G. Türk (Leipzig, 1793)
- 2 preludes, in Sammlung von Präludien, Fugen, ausgeführten Chorälen … von berühmten ältern Meistern (Leipzig, 1795)
- 10 Praeludien, ed. J. Polt (Praha, 1803)
- 4 preludes, 2 fugues, Toccata, Fughetta, in Fugen und Praeludien von älteren vaterländischen Compositoren, ed. Verein der Kunstfreunde für Kirchenmusik in Böhmen (Praha, 1832)
- cca 70 skladeb připisovaných Segerovi v Museum für Orgel-Spieler ed. [C.F. Pitsch] (Prague, 1832–4)

### Mše
- Missa quadragesimalis F-dur, pro 4 hlasy a varhany
- Mass in D minor pro 4 hlasy, 2 housle, 2 trombóny a varhany
- Mass in D minor pro 4 hlasy, 2 housle a varhany
- Missa choralis Es-dur, pro 4 hlasy a varhany concertante

### Jiná díla
- Alma Redemptoris pro 4 hlasy, housle, violu a varhany
- Audi filia, pro 4 hlasy a varhany
- Ave regina pro 4 hlasy 2 housle a varhany
- Christus nobis natus est pro 4 hlasy, smyčce a varhany
- Compieta (comprising Cum invocarem, In te Domine, Qui habitat, Ecce nunc, and Nunc dimittis) pro 4 hlasy 2 housle a varhany
- Litaniae de sanctissimo sacramento pro 4 hlasy 2 housle a varhany
- cca 200 cvičení generálního basu vydaných v různých jazycích a známých jako Fondamenta pro organo, Generalbass-Übungsstücke, Orgel-Übungsstücke, apod.

## Edice
- Josef Ferdinand Norbert Seger: Composizioni per organo - Josef Ferdinand Norbert Seger, in: Musica antiqua Bohemica; 51, Band: 1 Preludi, toccate e fughe I-XXXVI. 1961, 111 p.
- Josef Ferdinand Norbert Seger: Composizioni per organo - Josef Ferdinand Norbert Seger, in: Musica antiqua Bohemica; 56, Band: 2 Preludi e fughe I-XXI. 1962. 126 p.